# Ricardo Kergarabat
Ricardo Daniel Kergarabat (Buenos Aires, 12 de febrero de 1964) es un exfutbolista argentino que se desempeñaba como mediocampista.

## Trayectoria
Comenzó en 1983 con la casaquilla de Temperley, y en 1985 pasó a Quilmes, en donde realizó un gol que permitió mantener al equipo en Primera al derrotar a Belgrano, y luego pasó a Defensa y Justicia, antes de emigrar al extranjero y llegar a Cienciano en 1991.
Regreso a Defensa y Justicia en 1992, luego se fue de vuelta a Perú, esta vez al departamento de Arequipa, a FBC Melgar en 1993, y se retiró en Juan Aurich en 1995.

## Clubes
| Club               | País      | Año       |
| ------------------ | --------- | --------- |
| Temperley          | Argentina | 1983-1985 |
| Quilmes            | Argentina | 1985-1989 |
| Defensa y Justicia | Argentina | 1989-1991 |
| Cienciano          | Perú      | 1991-1992 |
| Defensa y Justicia | Argentina | 1992-1993 |
| FBC Melgar         | Perú      | 1993-1994 |
| Juan Aurich        | Perú      | 1995      |